# 雨瀬シオリ
雨瀬 シオリ（あませ シオリ、1990年6月21日 - ）は、日本の漫画家。女性。東京都出身。
21歳の時、専門学校3年の夏休みに描いた「デヴィッドの肖像」が第60回ちばてつや賞で奨励賞を受賞。2012年、『月刊モーニングtwo』（講談社）に連載された『ALL OUT!!』で連載デビューを果たす。同作はテレビアニメ化され、2016年に放送された。
別名義は「amase」。

## 作風
『月刊!スピリッツ』（小学館）によると、雨瀬は女性キャラクターを「かじりたくなる肉」と「誘う目」で描き、「描きながら興奮している」という。

## 作品リスト

### 連載
- ALL OUT!!（『月刊モーニングtwo』2013年1号[6] - 2020年1号[7]、全17巻） - 連載デビュー作[2]。
- 大江戸雪シマキ!!（『月刊バーズ』2014年8月号[8] - 2015年7月号[9]、全2巻）
- ここは今から倫理です。（『グランドジャンプPREMIUM』2016年11月号[10]、2017年5月号[11] - 2018年11月号、→『グランドジャンプむちゃ』2019年1月号[12] - 連載中、既刊9巻）
- 結ばる焼け跡（『週刊漫画ゴラク』No.2625 - 、既刊3巻）
- 松かげに憩う（『別冊ヤングチャンピオン』2019年1月号[13] - 連載中、既刊5巻）
- 蛍火艶夜（『コミックシーモア』先行配信 2022年8月15日[14] - 、既刊2巻） - 初の商業BL作品[1]、オムニバス作品[1]。連載当初は「雨瀬シオリ」名義[14]→「amase」名義[1]。

### 読切
- 帝国の花（『戦後70周年記念ムック 漫画で読む『戦争という時代』』、2015年[15]、白泉社）
- 神のカベイラ（『週刊ヤングジャンプ』2020年43号[16]）
- ぜあ（『ビッグコミックオリジナル』2021年2号[17]）
- ぜあ 〜世阿弥の地獄〜（『ビッグコミックオリジナル』2021年20号[18]） - 上記の続編[19]。
- 首をまつる（『週刊漫画ゴラク』2022年8月5日号[20]）

### その他
- 全力少年 produced by 奥田民生/スキマスイッチ - CDジャケットを書き下ろし。
- 非日常な彼女 イラスト（『月刊!スピリッツ』2023年3月号[2]）